# Кастелли, Матео
Маттео Кастелли (1560, Мелиде, Тичино — 1632, Варшава) — италошвейцарский архитектор эпохи барокко, работавший в Италии и Польше. 

## Биография
Родился в 1560 году в Мелиде поблизости от Лугано в кантоне Тичино, откуда были родом многие европейские архитекторы и целые династии архитекторов и деятелей искусства (Руска, Жилярди, Адамини, Бруни, Трезини, Борромини, Фонтана и др).
В первые годы XVII века работал в Риме, где участвовал в строительстве церкви Сант-Андреа-делла-Валле и капитальной перестройке церкви Санта-Сузанна под руководством ещё одного своего земляка — Карло Мадерны.
В 1613 году прибыл в Польшу и в следующем году занял должность придворного архитектора короля Сигизмунда III. Работал придворным архитектором 20 лет, и на этой должности руководил строительством Королевского и Уяздовского замков в Варшаве. Также выстроил в Вильно часовню святого Казимира, где размещаются мощи этого святого, и которая ныне является пристройкой вильнюского кафедрального собора, который приобрёл свой современный вид позже.
Скончался в 1634 году.
Возможно, имел потомков, оставшихся в Польше, среди которых был генерал-майор русской службы Степан Кастелли (1753—1805), однако, эта информация не подтверждена.

## Галерея
- Королевский замок в Варшаве
- Уяздовский замок в Варшаве
- Часовня святого Казимира в Вильнюсе